# Puya raimondii
Puya raimondii är en gräsväxtart som beskrevs av Hermann August Theodor Harms. Puya raimondii ingår i släktet Puya och familjen Bromeliaceae. IUCN kategoriserar arten globalt som starkt hotad. Inga underarter finns listade i Catalogue of Life.

## Bildgalleri

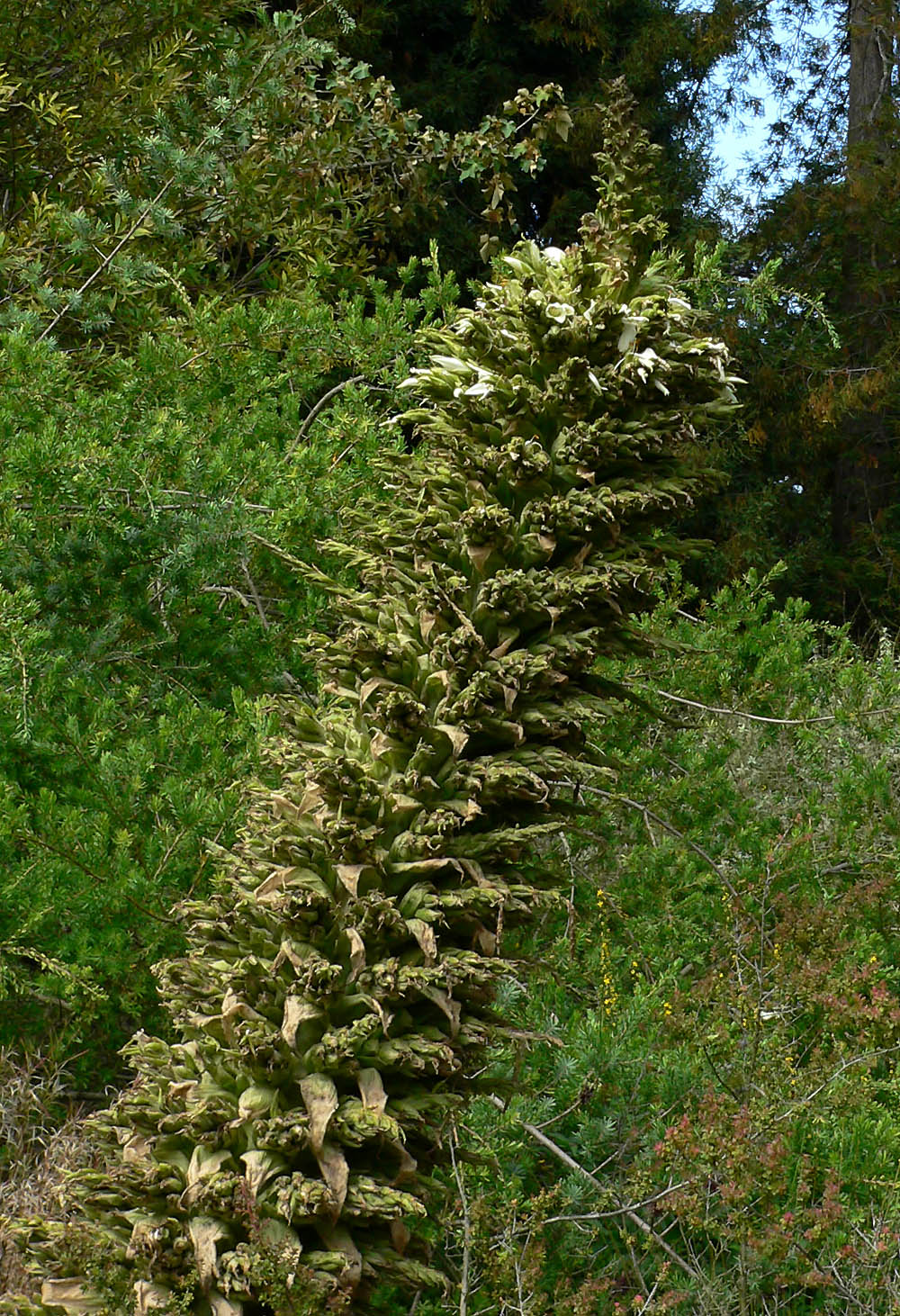
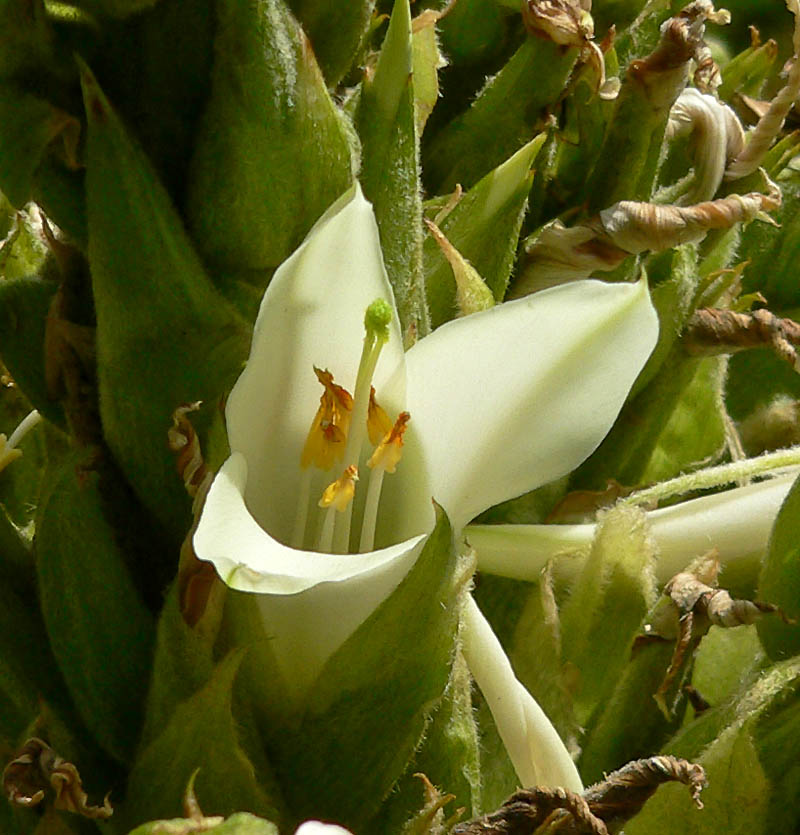
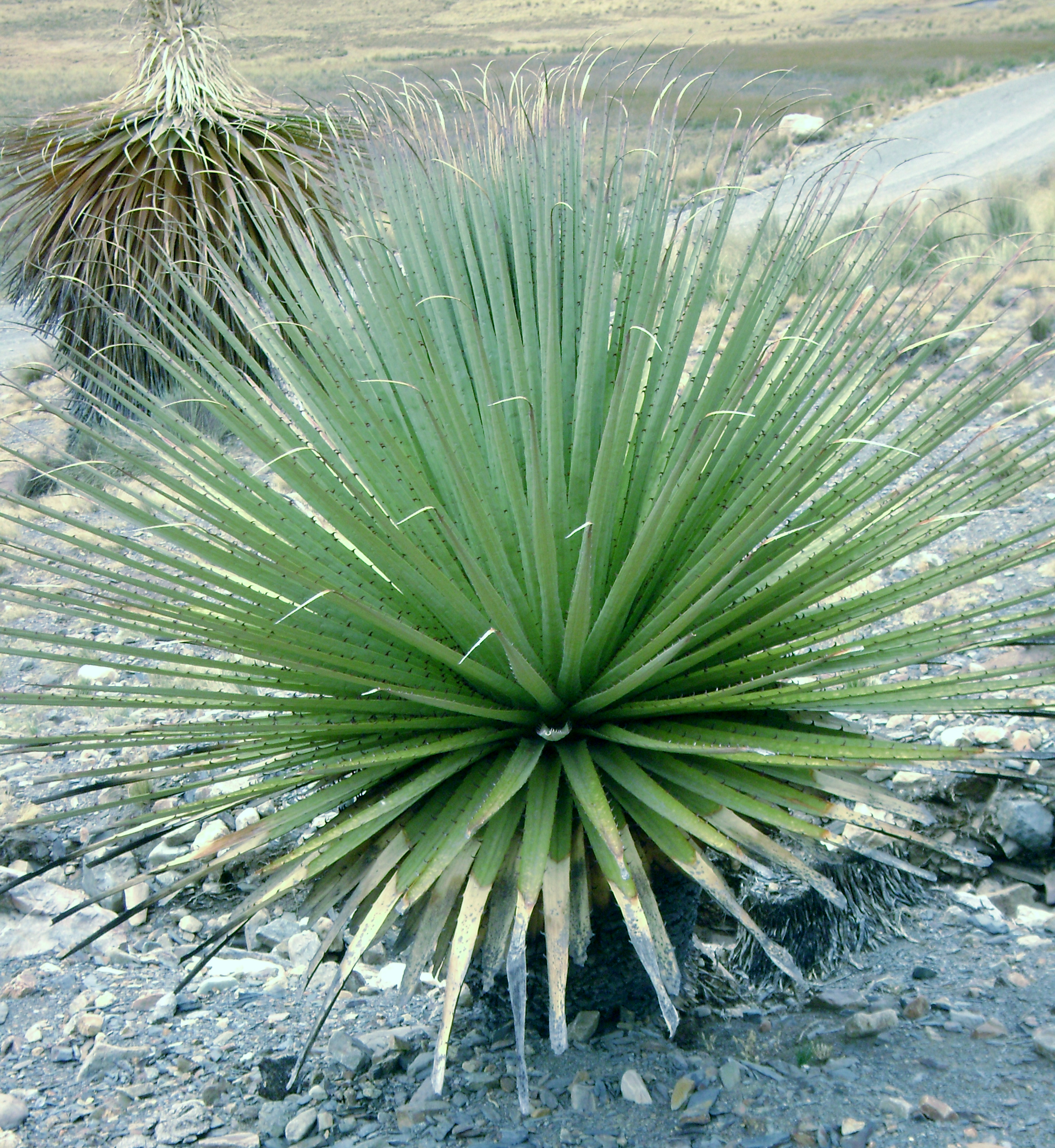
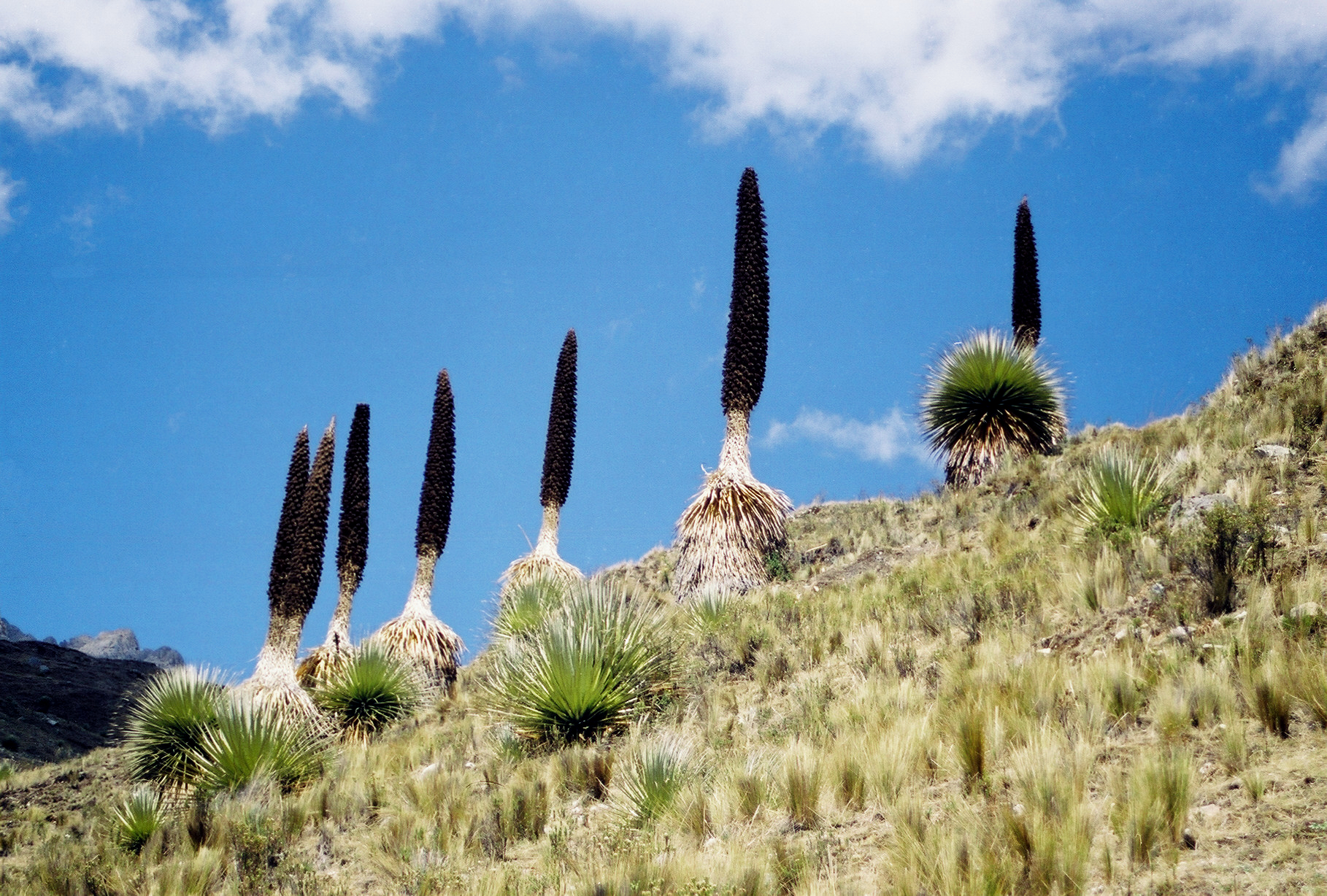
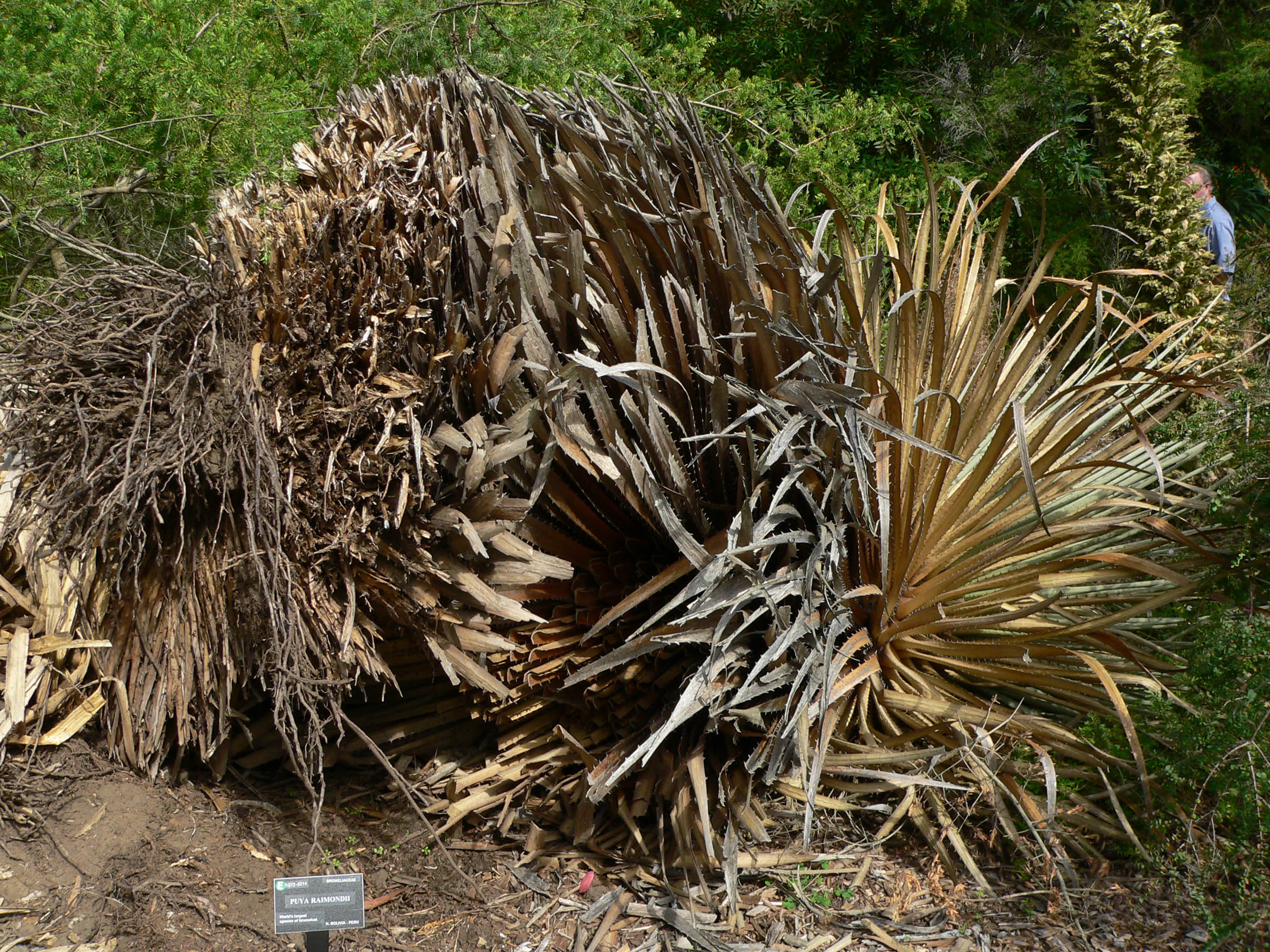
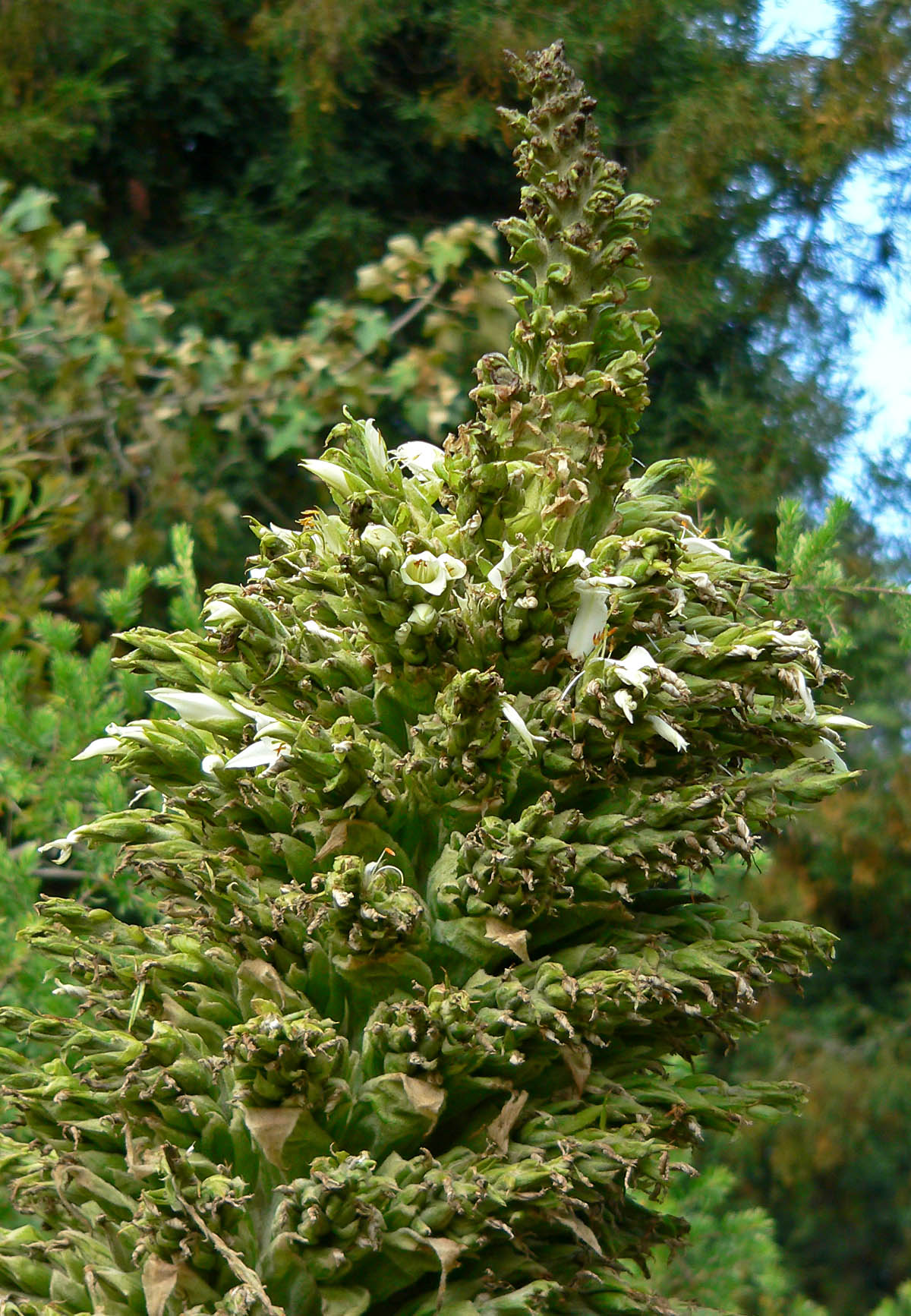